# مقاطعة يورك (كارولاينا الجنوبية)
مقاطعة يورك (بالإنجليزية: York County, South Carolina)‏ هي إحدى مقاطعات ولاية كارولاينا الجنوبية في الولايات المتحدة. ، بلغ عدد سكانها 226073 نسمة في عام 2010 حسب إحصاء مكتب تعداد الولايات المتحدة وتصل الكثافة السكانية فيها 128 نسمة/كم2.

## أعلام
- دانيال هارفي هيل
- جون إف. ويلي
- دادي بوتس

## وصلات خارجية
- www.yorkcountygov.com
- United States Counties